# Ecsenius aroni
Ecsenius aroni és una espècie de peix de la família dels blènnids i de l'ordre dels perciformes.

## Morfologia
- Els mascles poden assolir 5,5 cm de longitud total.[1][2]

## Reproducció
És ovípar.

## Hàbitat
És un peix marí de clima tropical i associat als esculls de corall fins als 10-37 m de fondària.

## Distribució geogràfica
Es troba al Mar Roig i el Golf d'Aqaba.